# Император на Австрия

## Херцог на Австрия
- Леополд VI (1665 – 1705)
- Йозеф I (1705 – 1711)
- Карл III (1711 – 1740)
- Мария Тереза (1740 – 1780)
- Йозеф II (1780 – 1790)
- Леополд VII (1790 – 1792)
- Франц I (1792 – 1835)

## Император на Австрия
- Франц I (1804 – 1835)
- Фердинанд I (1835 – 1848)
- Франц Йосиф I (1848 – 1916), който от 1867 г. е и унгарски крал
- Карл I, който едновременно е и унгарски крал под името Карл IV (1916 – 1918)

### Списък на австрийските владетели
```
976 – 1156 – маркграфство
1156 – 1457 – херцогство
1457 – 1804 – ерцхерцогство
1804 – 1918 – империя
От 1918 – република
```

Династия Бабенберги (976 – 1246)
- Леополд I (976 – 994)
- Хайнрих I (†23.6.1018)(994 – 1018)
- Адалберт (†26.5.1055)(1018 – 1053)
- Ернст (ок.1020 – 9.6.1075)(1053 – 1075)
- Леополд II Красивия (1050 – 12.10.1102)(1075 – 1102)
- Леополд III Благочестивия (1073 – 15.11.1136)(1102 – 1136)
- Леополд IV (ок.1108 – 18.10.1141)(1136 – 1141); херцог на Бавария (Леополд 1139 – 1141)
- Хайнрих II Язомиргот (1107 – 13.1.1177)(1141 – 1177), от 1156 херцог на Австрия; херцог на Бавария (Хенрих XI 1143 – 1156)
- Леополд V (1157 – 31.12.1194)(1177 – 1194); херцог на Щирия (1192 – 1194)
- Фридрих I (ок.1175 – 16.4.1198)(1194 – 1198)
- Леополд VI (1176 – 28.7.1230)(1198 – 1230); херцог на Щирия (1194 – 1230)
- Фридрих II (1201 – 15.6.1246)(1230 – 1246); херцог на Щирия (1230 – 1246)

Род Царингени (1248 – 1250)
- Херман Баденски (ок.1225 – 4.10.1250)(1248 – 1250); херцог на Щирия (1248 – 1250)
- Фридрих Баденски (1249 – 29.10.1268)(1250 – 1251); херцог на Щирия (Фридрих III 1250 – 1251)

Династия Пржемисловичи (1251 – 1278)
- Пржемисл II Отокар (1233 – 26.8.1278)(1251 – 1278); крал на Чехия (1253 – 1278); херцог на Щирия (1261 – 1276)

Династия Хабсбурги (1278 – 1918)
- Рудолф I (1.5.1218 – 15.7.1291)(1278 – 1282); крал на Германия (1273 – 1291)
- Албрехт I (7.1255 – 1.5.1308)(1282 – 1308); крал на Германия (1298 – 1308)
- Рудолф II Добродушния (1271 – 10.5.1290)(1282 – 1290); херцог на Швабия (1273 – 1290)
- Фридрих III Красивия (1289 – 13.1.1330)(1308 – 1330); антикрал на Германия (1314 – 1330)
- Албрехт II Мъдрия (12.12.1298 – 16.8.1358)(1330 – 1358)
- Рудолф IV Великодушния (1.11.1339 – 27.7.1365)(1358 – 1365)
- Албрехт III (9.9.1349 – 29.8.1395)(1365 – 1395)
- Леополд III (1.11.1351 – 9.7.1386)(1365 – 1386)
През 1379 териториите принадлежащи на династията Хабсбурги били разделени между двамата братя Албрехт III и Леополд III. Първият получил херцогство австрия и станал родоначалник на Албертинската линия на Хабсбургите. Вторият започнал да управлява (Щирия) Вътрешна Австрия, Тирол и Предна Австрия и основал Леополдинската линия.

Албертинска (австрийска) линия
- Албрехт IV Търпеливия (19.9.1377 – 14.9.1404)(1395 – 1404)
- Албрехт V (10.8.1397 – 27.10.1439)(1404 – 1439); крал на Унгария и Чехия (Албрехт II 1437 – 1439); крал на Германия (Албрехт II 1438 – 1439)
- Ладислав Постум (22.2.1440 – 23.11.1453)(1440 – 1457); крал на Чехия (Владислав Погробек 1453 – 1457) и на Унгария (Ласло V 1444 – 1457)

Леополдинска (щирийска) линия
- Вилхелм (1370 – 15.7.1406)(1386 – 1406)
- Леополд IV (1371 – 3.6.1411)(1386 – 1411)
През 1406 Леополдинската линия се разделила на два клона. Фридрих IV получил Тирол и Предна Австрия, а Ернст – Щирия (Вътрешна Австрия).

Тиролски клон на Леополдинската линия
- Фридрих IV (1382 – 24.6.1439)(1406 – 1439)
- Сигизмунд (26.10.1427 – 4.3.1496)(1439 – 1490), от 1477 ерцхерцог

Щирийски клон на Леополдинската линия
- Ернст Железния (1377 – 10.6.1424)(1406 – 1424)
- Фридрих V (21.9.1415 – 19.8.1493)(1424 – 1493), от 1457 ерцхерцог; крал на Германия (Фридрих IV 1440 – 1493); император на СРИ (Фридрих III 1452 – 1493)
- Максимилиан I (22.3.1459 – 12.1.1519)(1493 – 1519); крал на Германия (1486 – 1519); император на СРИ (1508 – 1519)
- Карл I (24.2.1500 – 21.9.1558)(1519 – 1522); номинален крал на Неапол (Карло IV 1516 – 1554); крал на Сицилия (Карло II 1516 – 1556); крал на Испания (Карлос I 1516 – 1556); крал на Германия (Карл V 1519 – 1531); император на СРИ (Карл V 1530 – 1556); херцог на Гелдерн (Карл V 1543 – 1555); херцог на Люксембург (Карл V 1516 – 1555)
- Фердинанд I (10.3.1503 – 25.7.1564)(1522 – 1564); крал на Унгария (1526 – 1564); крал на Германия (1531 – 1556); император на СРИ (1556 – 1564)

Тиролска линия
- Фердинанд II (14.6.1529 – 24.1.1595) (1564 – 1595)
- Леополд V (9.10.1586 – 13.9.1632) (1619 – 1632)
- Фердинанд Карл (17.5.1628 – 30.12.1662) (1632 – 1662)
- Сигизмунд Франц (27.11.1630 – 25.6.1665) (1662 – 1665)

Щирийска линия
- Карл II (3.6.1540 – 10.7.1590)(1564 – 1590)
- Фердинанд II (9.7.1578 – 15.2.1637)(1590 – 1637); крал на Унгария (1618 – 1637); император на СРИ (1619 – 1637)
- Фердинанд III (13.7.1608 – 2.4.1657)(1637 – 1657); крал на Унгария (1637 – 1647, 1654 – 1657); крал на Германия (1636 – 1637); император на СРИ (1637 – 1657)
- Леополд I (9.6.1640 – 5.5.1705)(1657 – 1705); крал на Унгария (1657 – 1705); император на СРИ (1658 – 1705)
- Йосиф I (26.6.1678 – 17.4.1711)(1705 – 1711); крал на Германия (1690 – 1705); крал на Унгария (1705 – 1711); император на СРИ (1705 – 1711)
- Карл VI (1.10.1685 – 20.10.1740)(1711 – 1740); крал на Унгария (Карл III 1711 – 1740) и император на СРИ (1711 – 1740); херцог на Люксембург (1714 – 1740); номинален крал на Неапол (Карло VI 1713 – 1734); херцог на Парма (Карло II 1735 – 1740)

Хабсбургско-Лотарингска линия
- Мария Тереза (13.51717 – 29.11.1780)(1740 – 1780); кралица на Унгария (1740 – 1780); херцогиня на Люксембург (1745 – 1765); херцогиня на Милано (1740 – 1780); херцогиня на Парма (1740 – 1748)
- Йосиф II (13.3.1741 – 20.2.1790)(1780 – 1790); крал на Германия (1764 – 1765); император на СРИ (1765 – 1790); крал на Унгария (1780 – 1790); херцог на Милано (1780 – 1790)
- Леополд II (5.5.1747 – 1.3.1792)(1790 – 1792); крал на Унгария (1790 – 1792); император на СРИ (1790 – 1792); херцог на Милано (1790 – 1792); велик херцог на Тоскана (Леополд I 1765 – 1790)
- Франц I (12.2.1768 – 2.3.1835)(1792 – 1835), от 1804 – император на Австрия; император на СРИ (Франц II 1792 – 1806); крал на Унгария (Франц I 1792 – 1835); херцог на Милано (1797 – 1799, 1799 – 1800)
- Фердинанд I (19.4.1793 – 29.6.1875)(1835 – 1848); крал на Унгария (Фердинанд V 1835 – 1848)
- Франц Йосиф I (18.8.1830 – 21.11.1916)(1848 – 1916), от 1867 император на Австро-Унгария; крал на Унгария (1848 – 1916)
- Карл I (17.8.1887 – 1.4.1922)(1916 – 1918); крал на Унгария (Карл IV 1916 – 1918)